# Achillea ligustica
L'achillea della Liguria (Achillea ligustica, All.) è una pianta aromatica del genere Achillea tipica delle regioni occidentali del Mediterraneo. Seppure sia una specie robusta e facile da coltivare, come specie spontanea è abbastanza rara: si è adattata a crescere in pascoli aridi fino a 800 m s.l.m. e nella macchia mediterranea.
La sua somiglianza con l 'Achillea nobilis fa sì che vengano talvolta confuse.
Cresce tra i 2000 e i 3000 m s.l.m. in zone pietrose e pascoli alpini.
È una specie polimorfa: le sue caratteristiche fisiche variano a seconda della varietà.